# Шенини
Шенини (бер. Cninni, араб. شنيني‎, фр. Chenini, англ. Chenini) — берберская деревня в юго-восточном Тунисе на плато Дахар. Входит в округ Южный Татавин — административную единицу вилайета Татавин. Располагается в 16 км к западу от центра вилайета, города Татавина. Численность населения — 544 человека по данным на 2004 год. В деревне насчитывается 146 домов. Шенини является одной из двух деревень вилайета Татавин наряду с деревней Дуирет, в которой сохранилось бербероязычное население. Говорят на диалекте шенини языка шильха, или нефуса, относящегося к восточнозенетской подгруппе зенетской группы северноберберской ветви берберо-ливийской семьи языков.

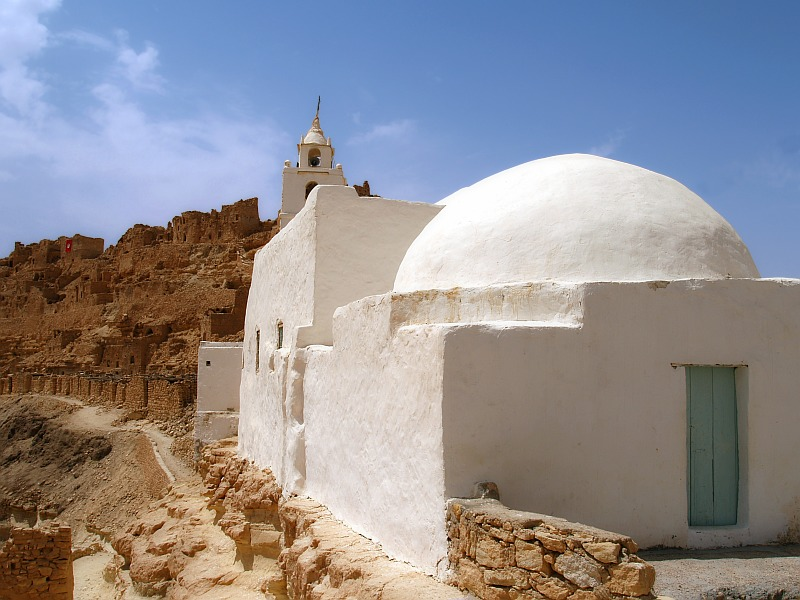
Мечеть Семи Спящих

Рядом с современной деревней на вершинах холмов находятся руины ксара — берберской крепости, некоторые из помещений которой до сих пор используются местными жителями в хозяйственных целях, в частности, как зернохранилища. Старейшие из построек датируются XII веком. По мере того как опасность вторжений и грабежей уменьшалась, жители Шенини строили дома всё ниже по склону холмов дальше от ксара, а в 1960-х годах деревня полностью переместилась к подножью склона. На территории Шенини расположена мечеть Семи Спящих.
Жители Шенини занимаются выращиванием зерновых, оливок, фиников (в расположенном в 4 км от деревни оазисе). Из-за сильных засух хороший урожай зерновых собирают как правило только раз в 4—5 лет, поэтому земледелие едва покрывает собственные потребности местного населения. Каждая семья владеет стадом овец и коз (обычно от 40 до 60 голов). Пастбища находятся на расстоянии до 30 км от деревни. Сохраняются некоторые виды местных ремёсел — изготовление одежды и палаток из верблюжьей шерсти, гончарное ремесло, плетение корзин и т. д. Многие жители Шенини уезжают на заработки и часто переселяются насовсем в Тунис и другие города.
Шенини является одним из наиболее популярных мест среди туристов в юго-восточном Тунисе.

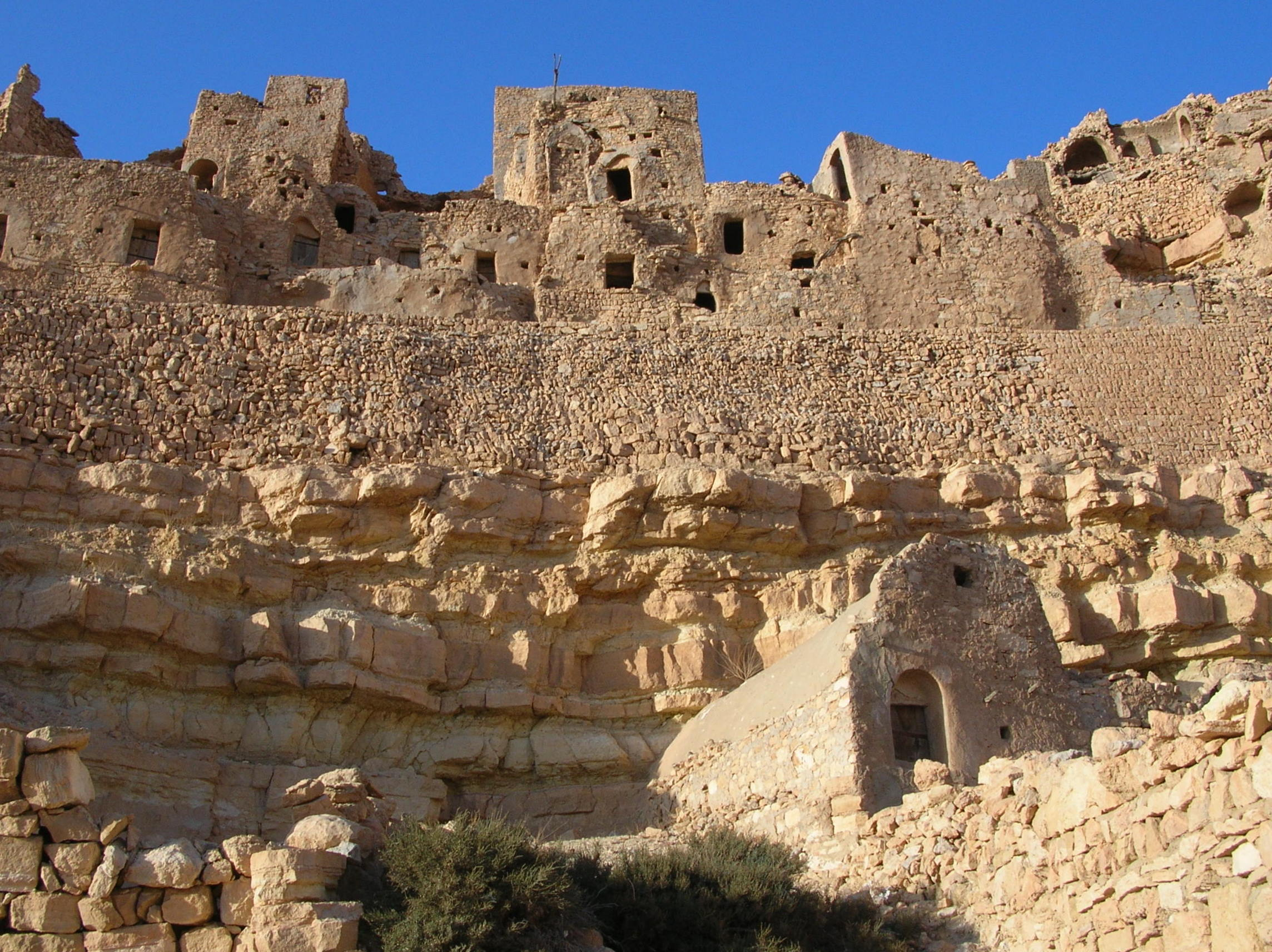
Стены старой деревни
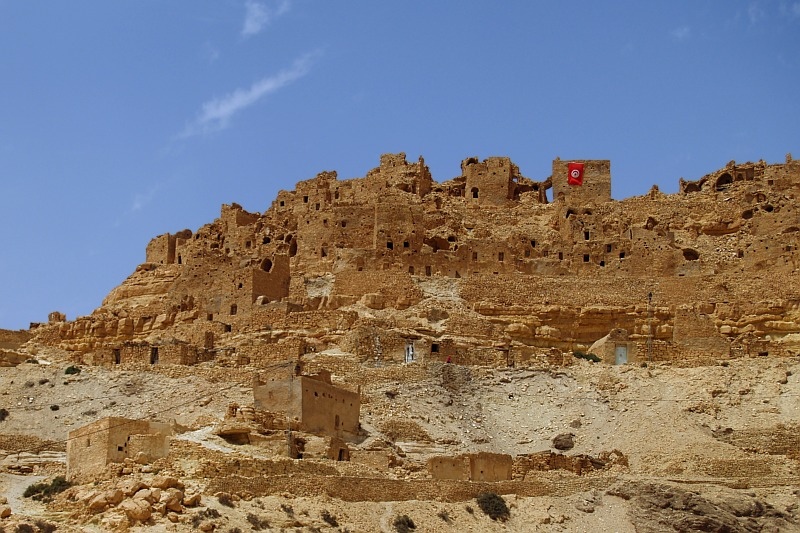
Руины ксара
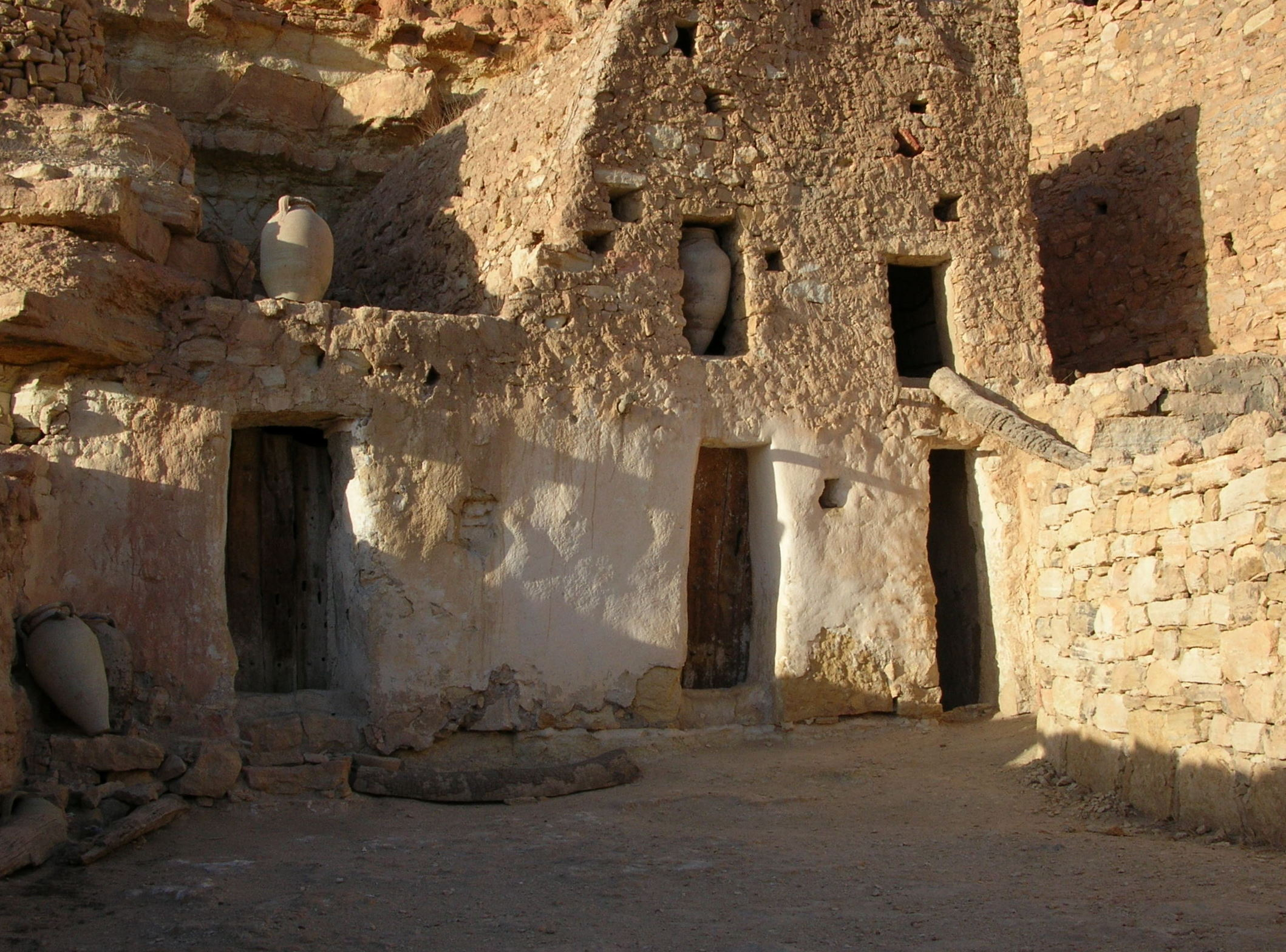
Одна из построек в Шенини